# Roderick Chisholm
Roderick Milton Chisholm [/ˈtʃɪzəm/], ameriški filozof in akademik, * 27. november 1916, North Attleboro, Massachusetts, Združene države Amerike, † 19. januar 1999, Providence, Rhode Island.
Znan je po svojem delu o epistemologiji, metafiziki, svobodni volji, filozofiji vrednot in filozofiji percepcije. 

## Življenje
Študiral je filozofijo na Univerzi Brown, kjer je sodeloval s priznanimi filozofi, med njimi z C. J. Ducassem in R. M. Blakeom. Leta 1942 je doktoriral na Univerzi Harvard, kjer je sodeloval predvsem s C. I. Lewisom in D. C. Williamsom, obiskovala pa sta ga tudi Bertrand Russell in G. E. Moore; oba sta pomembno vplivala na Chisholmovo filozofijo.
Julija leta 1942 je bil vpoklican v vojsko Združenih držav in se usposabljal v Fort McClellanu v Alabami. V Bostonu in New Havenu je upravljal psihološke teste. Leta 1943 se je poročil z Eleanor Parker, ki jo je spoznal kot študent na Brownu. Za kratek čas je bil zaposlen kot predavatelj na Barens Foundation v Pensilvaniji. Nato se je vrnil na Brown kot docent, kjer je poučeval do konca svoje kariere. Od 1980 do 1986 je bil urednik tamkajšnjega filozofskega časopisa Philosophy and Phenomenological Research.
Chisholm je poučeval veliko uglednih filozofov, med njimi Selmerja Bringsjorda, Freda Feldmana, Keitha Lehrera, Jamesa Francisa Rossa, Richarda Taylorja in Deana Zimmermana. Velik vpliv je imel tudi na številne kolege, med njimi Jaegwona Kima in Ernesta Sosa.
Prejel je izjemen niz akademskih časti in nagrad. Bil je član Ameriške akademije umetnosti in znanosti, predsednik vzhodnega oddelka Ameriškega filozofskega združenja, predsednik Metafizičnega društva Amerike in član številnih drugih uglednih svetov in odborov.
Chisholm je umrl v Providenceu, Rhode Island, ZDA januarja leta 1999. Spominski zapisnik o Chisholmu, ki ga je napisal Ernest Sosa, se je pojavil v Zborniku in naslovih Ameriškega filozofskega združenja maja 1999.

## Filozofija
Chisholmovo prvo glavno delo je bila filozofska študija Zaznavanje (Perceiving, 1957). Njegovi epistemološki pogledi so bili povzeti v besedilu Teorija spoznanja (Theory of Knowledge), ki se je pojavilo v treh različnih izdajah leta 1966, 1977 in 1989. Za njegovo mojstrovino velja metafizična študija Oseba in objekt (Person and Object), katere naslov je namerno nasprotujoč W. V. O. Quinevemu delu Beseda in objekt (Word and Object). Chisholm je bil metafizični platonist in racionalist, ki se je zgledoval po Bertrandu Russellu, G. E. Mooru in Franzu Brentanu, nasprotoval pa je Quinejevemu antirealizmu in relativizmu. 
Chisholm je bil zagovornik možnosti obstoja empiričnega znanja. Zagovarjal je »a priori« epistemološka načela, ki predpostavljajo, da je v večini situacij bolj smiselno zaupati lastnim čutom in spominu, kot pa dvomiti vanje. Njegova teorija znanja je bila fundamentalističnega značaja: vsa utemeljena prepričanja so neposredno očitna ali podprta z vrsto utemeljenih prepričanj, ki na koncu vodijo do prepričanj, ki so neposredno očitna. Prav tako je zagovarjal kontroverzno teorijo volje, imenovano »vzročna zveza«, podobno kot Thomas Reid. Trdil je, da je svobodna volja nezdružljiva z determinizmom in verjel, da delamo svobodno; ta kombinacija stališč je znana kot libertarianizem. Razvil je izvirno teorijo prve misli, po kateri lastnosti stvari, v katere verjamemo, predstavljajo njihov obstoj. Podoben pogled je razvil tudi David Kellogg Lewis. Chisholm je bil tudi znan po zagovarjanju teorij močnega samospoznanja (proti skeptičnim argumentom Davida Humea), in objektivno etiko zahtev, podobnih zahtevam W. D. Rossa. 
Chisholm je prebral veliko zgodovinskih filozofskih del in se pogosto sklicuje na delo antičnih, srednjeveških, sodobnih in celo kontinentalnih filozofov (čeprav je bila uporaba tega materiala včasih izpodbijana). Kljub temu je zelo spoštoval zgodovino filozofije v nasprotju s prevladujočo ravnodušnostjo med analitičnimi filozofi. Chisholm je prevedel nekaj del Brentana in Husserla ter prispeval k renesansi mereologije po letu 1970. 

### Neposredna atributna teorija referenc
Chisholm je zagovarjal primat duševne nad jezikovno namernostjo, kot je predlagano v naslovu Oseba in objekt (1976). V povezavi s tem je zagovarjal neposredno referenčno teorijo v delu Prva oseba (The First Person) iz leta 1981. Trdi, da se sklicujemo na stvari okoli sebe tako, da jim posredno pripisujemo lastnosti in da jim posredno pripisujemo lastnosti tako, da neposredno pripisujemo lastnosti sebi. Njegova zamisel o posrednem pripisovanju pomena je pomembna za Posredno govorno dejanje Johna Searla (1975) in  Implikacijo Paula Graicea (1975). 

### Chisholming
Stilsko je bil Chisholm znan po oblikovanju definicij, ki jih je kasneje spreminjal v kontekstu protiprimerov. To je pripeljalo do definicije novega glagola: chisholming - v definiciji ali zgledu ponavljati majhne spremembe. Kljub temu, da je glagol nastal kot šala, se je uporabljal v nekaterih resnih filozofskih dokumentih, npr. v Australasian Journal of Philosophy.

## Dela
- Perceiving: A Philosophical Study (Ithaca: Cornell University Press), 1957
- Realism and the Background of Phenomenology (Free Press), 1960
- Person and Object: A Metaphysical Study (London: G. Allen & Unwin), 1976
- Essays on the Philosophy of Roderick M. Chisholm (ed. R.M. Chisholm and Ernest Sosa. Amsterdam: Rodopi), 1979
- The First Person: An Essay on Reference and Intentionality (Minneapolis: University of Minnesota Press), 1981
- The Foundations of Knowing (Minneapolis: University of Minnesota Press), 1982
- Brentano and Meinong Studies (Atlantic Highlands, N.J.: Humanities Press), 1982
- Brentano and Intrinsic Value (New York: Cambridge University Press), 1986
- Roderick M. Chisholm (ed. Radu J. Bogdan. Boston: D. Reidel Publishing Company) , 1986
- On Metaphysics (Minneapolis: University of Minnesota Press), 1989
- Theory of knowledge (Englewood Cliffs, N.J.: Prentice Hall), 1966 (1. izdaja), 1977 (2. izdaja), 1989 (3.izdaja)
- The Nature of Epistemic Principles, Nous 24: 209-16, 1990
- On the Simplicity of the Soul, Philosophical Perspectives 5: 157-81, 1991
- Agents, Causes, and Events: The Problem of Free Will in: Timothy O'Connor, ed. Agents, Causes, and Events: Essays on Indeterminism and Free Will (New York: Oxford University Press): 95-100, 1995
- A Realistic Theory of Categories: An Essay on Ontology (New York: Cambridge University Press), 1996

### Prevedeno v slovenščino
- Teorija spoznanja. 2005. Analiza: časopis za kritično misel, let. 9, št. 4, str. 25-39.